# Porroglossum eduardii
Porroglossum eduardii là một loài thực vật có hoa trong họ Lan. Loài này được (Rchb.f.) H.R.Sweet miêu tả khoa học đầu tiên năm 1972.